# Palatul Pálffy

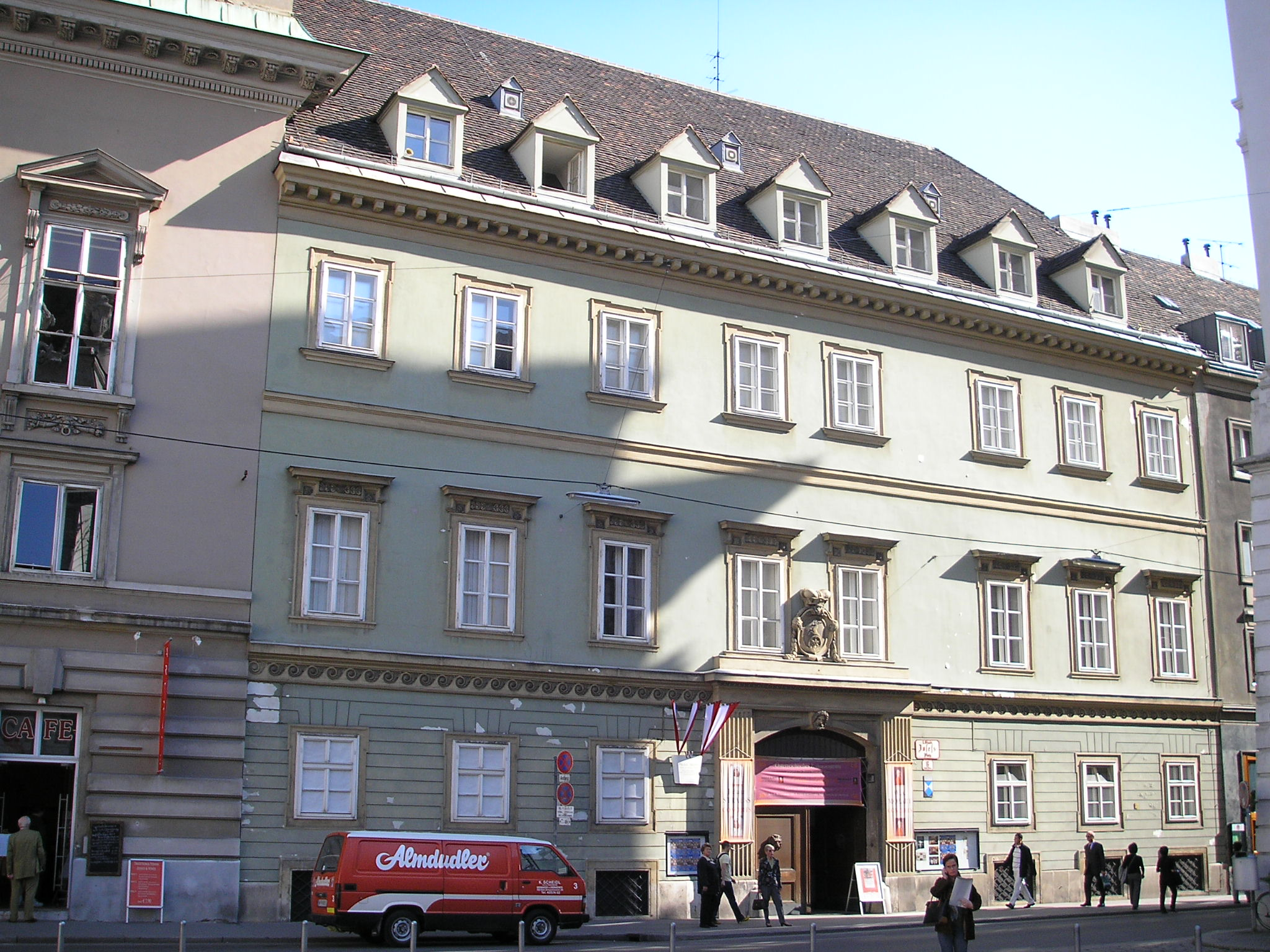
Palatul Pálffy din Josefsplatz din Viena

Palatul Pálffy este un palat din Viena, Austria și datează din sec. al XIV-lea. Proprietarii acestui palat s-au schimbat de-a lungul timpului, primul proprietar fiind contelui Maithburg, după care a fost achiziționat de Cancelaria Austriei de Jos, iar spre sfârșitul sec. al XVI-lea a aparținut prințului Kinsky. De-a lungul timpuluiEl a fost complet demolat pentru a face loc proiectului renascentist a lui Rudolph Khuen de Belasy. A fost mărit pentru a încorpora clădirea contelui Salm, care i l-a dat apoi fiicei și moștenitoarei Maria Franziska, când prin căsătorie a devenit proprietatea familiei Palffy. Mozart a ținut un concert în acest palat pe la 16 octombrie 1762. Mozart și-a prezentat „Nunta lui Figaro” pentru prima dată în fața unei audiențe formată din prieteni. Sala se numește azi „Figarosaal”. Palatul este folosit ca loc pentru desfășurare a expozițiilor și concertelor, cu recitaluri regulate ce se țin în sălile Beethoven și Figaro, precum și exponate de artă în galeriile Grosse și Hof.